# Emozioni della nostra età
Emozioni della nostra età, è il terzo album di Alessio, del 2006

## Tracce
1. Ma si vene stasera – 3:49 • (R. Armani, Alessio)
2. Buon compleanno – 4:10 • (R. Armani)
3. Loro – 3:49 • (R. Armani, Alessio)
4. Pronto ammore mio - 4:46 • (R. Armani, Alessio)
5. Dammi un'occasione - (con Emiliana Cantone) – 4:21 • (R. Armani)
6. 'O primmo ammore – 4:21 • (R. Armani)
7. Riproviamo ancora – 4:11 • (R. Armani)
8. Pe 'e viche ‘e Napule - 3:26 • (R. Armani, Alessio)
9. Sì assaje difficile – 4:26 • (R. Armani, Alessio)
10. Sensazioni al telefono – 3:29 • (R. Armani, Alessio)